# Actitis hypoleucos
Il Piro piro piccolo (Actitis hypoleucos (Linnaeus, 1758)) è un uccello della famiglia degli Scolopacidi.

## Descrizione
Questo piccolo uccello presenta un colore beige sul dorso fino sul petto, mentre il ventre è bianco latte, le zampe sono lunghe circa tre centimetri, poco più del becco.

## Biologia
Sono riconoscibili le movenze di questo piccolo uccello dei greti e delle paludi, che come gli altri Piropiro, solitamente quando cammina muove la coda in alto ed in basso ripetutamente.
Nidifica in primavera inoltrata.

## Distribuzione e habitat
Il piro piro piccolo è ampiamente diffuso in Europa, Asia, Africa e Australia. In Italia nidifica ovunque ci siano corsi d'acqua.

## Galleria d'immagini

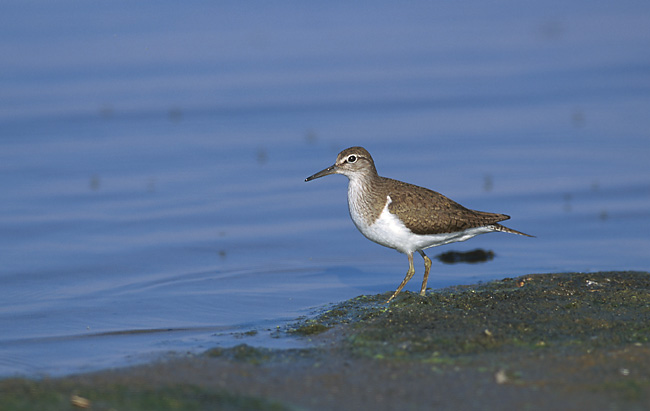
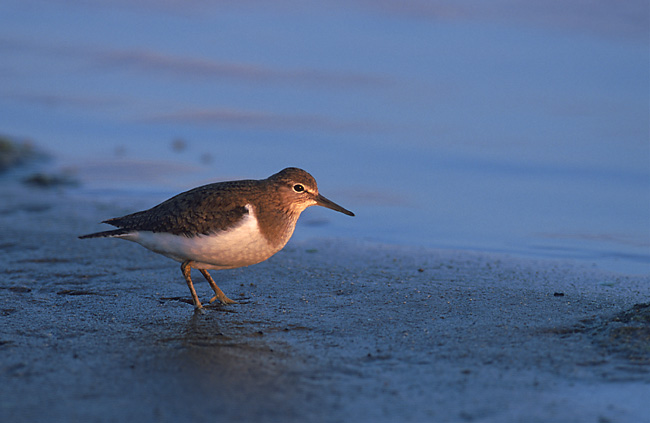
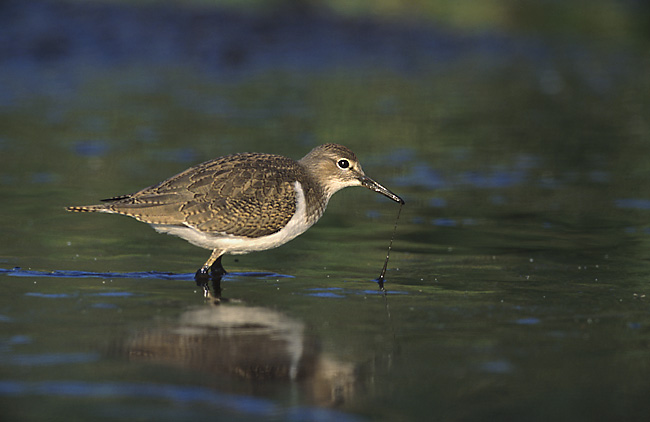
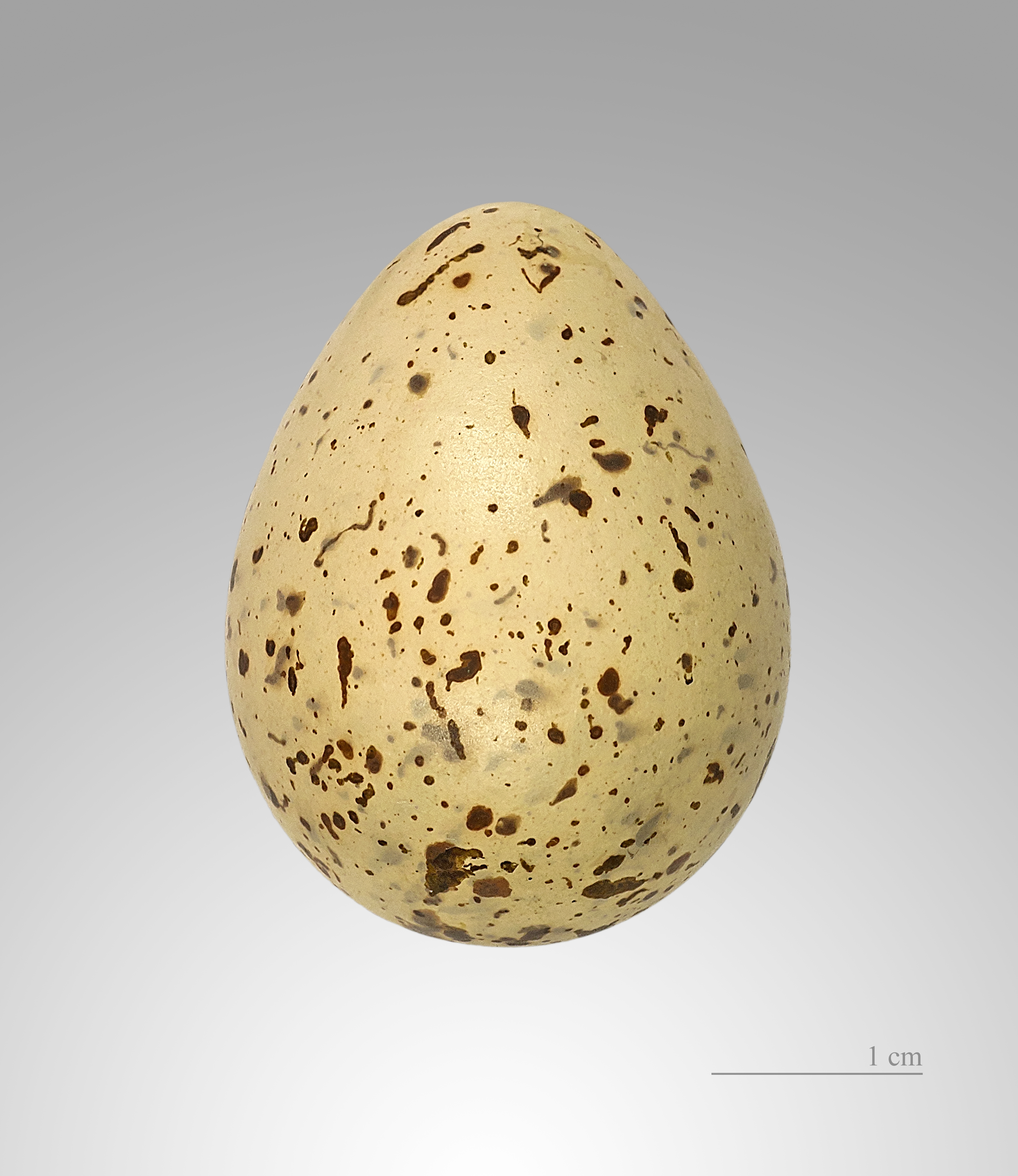
Actitis hypoleucos